# Bemus Point
Bemus Point – wieś w Stanach Zjednoczonych, w stanie Nowy Jork, w hrabstwie Chautauqua.